# Bettina Jacobson
Bettina (Betty) Jacobson (ur. 20 maja 1841 w Braniewie, zm. 15 kwietnia 1922 w Heidelbergu) – niemiecka pisarka i tłumaczka literatury.

## Życiorys

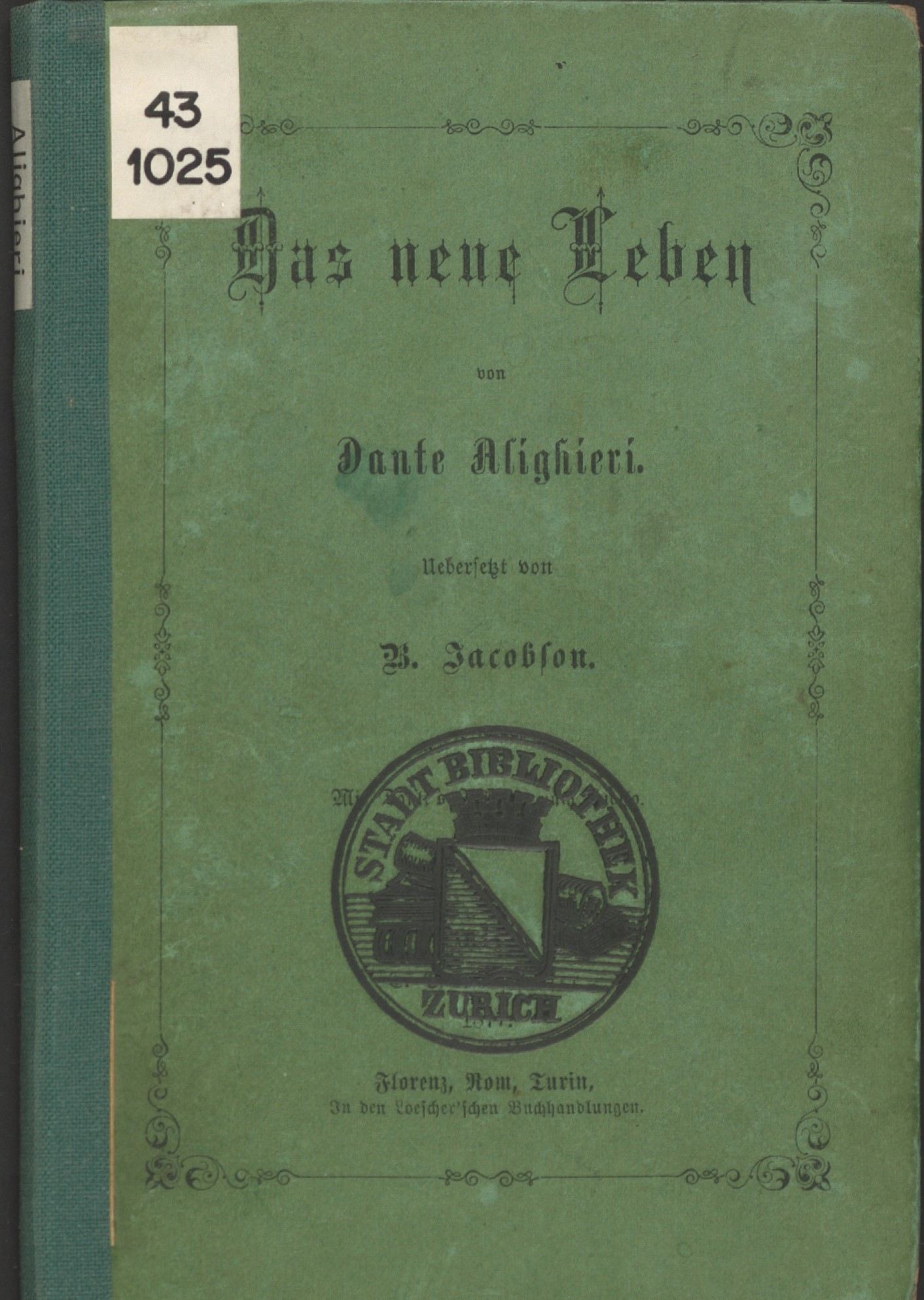
Das neue Leben von Dante Alighieri w tłumaczeniu Bettiny Jacobson

Pisała recenzje książek oraz dokonywała tłumaczeń poezji z języka włoskiego i angielskiego na język niemiecki. Okres jej działalności pisarskiej przypadał na lata 1885–1910.

## Życie prywatne
W Lexikon deutscher Frauen der Feder z 1898 roku wymieniana była jako osoba niezamężna (panna – Fräulein).

## Publikacje
- Petrarca, Francesco (1304–1374) Sonette und Kanzonen. Auswahl, Übersetzung und Einleitung Bettina Jacobson, Leipzig Insel-Verlag 1913[5]
- Poetische Werke Carducci, Giosuè. - Zürich : Coron-Verlag 1907[6]
- Ausgewählte Gedichte von Giosué Carducci, Leipzig 1880[7]
- Sonette und kanzonen, 1904[8]
- Michelangelo Gedichte und Briefe in Auswahl herausgegeben von R. A. Guardini[9]